# Kāshtar
Kāshtar (persiska: خُشكِه دول, خُوشدار, کاشتر) är en ort i Iran.   Den ligger i provinsen Kurdistan, i den nordvästra delen av landet, 400 km väster om huvudstaden Teheran. Kāshtar ligger 1 450 meter över havet och antalet invånare är 450.
Terrängen runt Kāshtar är kuperad åt sydost, men åt nordväst är den bergig.Runt Kāshtar är det ganska tätbefolkat, med 65 invånare per kvadratkilometer. Närmaste större samhälle är Sarchī, 15,1 km öster om Kāshtar. Trakten runt Kāshtar består i huvudsak av gräsmarker.